# Авиационные происшествия Аэрофлота 1989 года

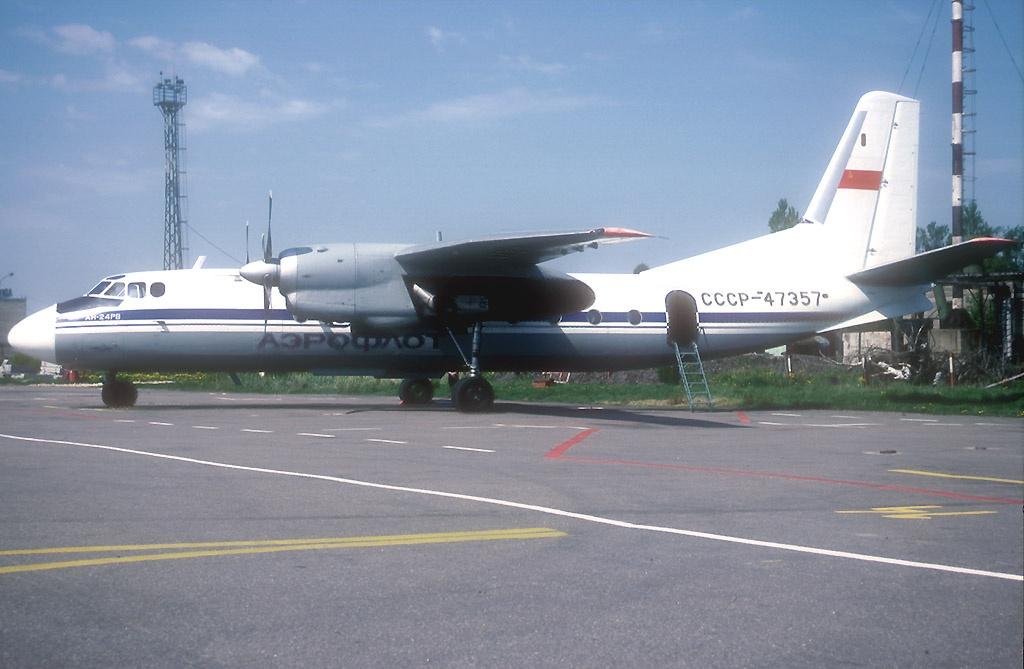
Ан-24 предприятия «Аэрофлот»

Авиационные происшествия и инциденты, включая угоны, произошедшие с воздушными судами Министерства гражданской авиации СССР (Аэрофлот) в 1989 году.
В этом году крупнейшая катастрофа с воздушными судами предприятия «Аэрофлот» произошла 21 ноября близ города Советский (Ханты-Мансийский автономный округ), когда самолёт Ан-24Б при заходе на посадку врезался в деревья и разрушился, при этом погибли 32 человека (подробнее…).

## Список
Отмечены происшествия и инциденты, когда воздушное судно было восстановлено.
| Дата                  | Место                                                     | ВС       | Бортовой номер | Управление               | Жертв  | Описание | И            |
| --------------------- | --------------------------------------------------------- | -------- | -------------- | ------------------------ | ------ | --- | ------------ |
| 1989 года             | Калинин                                                   | Ан-2Р    | 70087          | Центральных районов      | 0/?    | Подробности неизвестны. | [ 1 ]        |
| 13 января 1989 года   | Кольцово, Свердловск                                      | Ан-12Б   | 12997          | Уральское                | 0/6    | Отказ системы управления обоими правыми двигателями (пережог тросов из-за короткого замыкания) после взлёта. При возврате в аэропорт сошёл с полосы и сгорел. | [ 2 ]        |
| 13 января 1989 года   | Монровия                                                  | Ту-154С  | 85067          | ЦУМВС                    | 0/6+   | Выкатывание за пределы ВПП при взлёте из-за превышения взлётного веса и нарушения центровки | [ 3 ]        |
| 20 января 1989 года   | Колгуев, близ Бугрино (68°46′ с. ш. 49°12′ в. д.)         | Ми-8Т    | 25922          | Архангельское            | 1/3    | При заходе на посадку из-за дезориентации экипажа в снежном вихре потерял высоту, ударился о землю и опрокинулся | [ 4 ]        |
| 20 января 1989 года   | Одесса                                                    | Ту-134А  | 65083          | Архангельское            | 0/?    | Попытка захвата самолёта во время рейса «Киев—Одесса» одним преступником (бывший офицер ВВС Коцюбан Н. Г., 1952 г.р.) с требованием лететь в Румынию. После посадки в Одессе угонщик был задержан. | [ 5 ]        |
| 21 января 1989 года   | Ивано-Франковск                                           | Ан-24    |                |                          | 0/?    | Попытка захвата самолёта одним преступником (Земсков С. М. 1966 г.р.) перед взлётом (рейс «Ивано-Франковск—Киев»). Угонщик был задержан охраной аэропорта. | [ 5 ]        |
| 26 января 1989 года   | Мирный                                                    | Авиа-14Т | 52066          | Архангельское            | 3/3    | Пожар на борту | [ 6 ]        |
| 6 февраля 1989 года   | Актюбинская область                                       | Ми-2     | 20112          | Западно-Сибирское        | 2/2    | Пилот сообщил о полёте в облаках и отказе преобразователей; через несколько минут вертолёт упал на землю. | [ 7 ]        |
| 8 февраля 1989 года   | Чусовской, Чердынский район                               | Ан-2П    | 07365          | Уральское                | 0/14   | Столкновение с деревом при взлёте | [ 8 ]        |
| 20 марта 1989 года    | ХМАО, Обь                                                 | Ми-2     | 14157          | Белорусское              | 0/2    | Столкновение с землёй из-за дезориентации экипажа во время разворота над рекой | [ 9 ]        |
| 29 марта 1989 года    | Варгаши (55°19′ с. ш. 65°51′ в. д.)                       | Ми-2     | 20559          | Уральское                | 1/4    | Потеря высоты из-за ошибки пилота и столкновение с деревьями | [ 10 ]       |
| 31 марта 1989 года    | Баку                                                      | Ту-134   |                |                          | 0/?    | Попытка захвата самолёта одним преступником (Скок С. Л., 1956 г.р.) во время рейса «Астрахань—Баку». После посадки в Баку угонщик потребовал выкуп в 850 тысяч долларов, но после освобождения 27 пассажиров был задержан.                                                                                                | [ 11 ] [ 5 ] |
| 6 апреля 1989 года    | Раклевичи                                                 | Ан-2     | 33363          | Белорусское              | 2/2    | Столкновение с деревьями после взлёта из-за превышения взлётного веса | [ 12 ]       |
| 15 апреля 1989 года   | Горностаевский район                                      | Ан-2     | 56524          | Украинское               | 2/2    | Сваливание в полёте из-за действий пьяного пилота и столкновение с землёй | [ 13 ]       |
| 21 апреля 1989 года   | Ханты-Мансийский район (62°11′ с. ш. 67°54′ в. д.)        | Ми-10К   | 04131          | Тюменское                | 2/2    | При транспортировке домика сорвало несколько кровельных листов, один из которых ударился о хвостовой винт, приведя к его отделению | [ 14 ]       |
| 22 апреля 1989 года   | «Татарский»                                               | Ан-2     | 70080          | Приволжское              | 0/3    | Сваливание при заходе на посадку | [ 15 ]       |
| 1 мая 1989 года       | Сеченово                                                  | Ан-2Р    | 70080          | Приволжское              | 5/5    | Столкновение с деревьями при полёте на малой высоте; экипаж был пьян (подробнее…). | [ 16 ]       |
| 5 мая 1989 года       | Энем                                                      | Ан-2ТП   | 09679          | Приволжское              | 1/4    | Столкновение с препятствиями при взлёте из-за превышения взлётного веса и нарушения центровки | [ 17 ]       |
| 8 мая 1989 года       | Нижний Ломов                                              | Ан-2Р    | 56432          | Приволжское              | 0/3    | Столкновение с землёй при заходе на посадку ночью (экипаж был пьян) | [ 18 ]       |
| 11 мая 1989 года      | Чегодаево                                                 | Ми-8     | 22920          | Приволжское              | 4/6    | При заходе на посадку столкнулся с землёй, опрокинулся и сгорел | [ 19 ]       |
| 11 мая 1989 года      | Каменецкий район                                          | Ан-2     | 54891          | Белорусское              | 4/4    | Сваливание при неверном манёвре в ходе авиационно-химических работ; экипаж был пьян. | [ 20 ]       |
| 14 мая 1989 года      | Лабытнанги                                                | Ми-26Т   | 06003          | Тюменское                | 0/4    | Грубая посадка при тренировочном полёте, приведшая к отделению хвостовой балки и разрушению вертолёта | [ 21 ]       |
| 18 мая 1989 года      | Дар-эс-Салам                                              | Ил-62    |                | ЦУМВС                    | 0/?    | Попытка захвата самолёта южноафриканским пассажиром, вооружённым гранатой во время рейса «Луанда—Дар-эс-Салам»; на борту при этом находились члены Африканского национального конгресса. Был ранен охранником при попытке проникнуть в кабину пилотов и после посадки арестован, после чего приговорён к 15 годам тюрьмы. | [ 22 ]       |
| 23 мая 1989 года      | Алфатар                                                   | Ка-26    | 19615          | Молдавское               | 1/1    | Столкновение с ЛЭП в ходе авиационно-химических работ | [ 23 ]       |
| 6 июля 1989 года      | Чукотское море, близ Мыса Шмидта                          | Ил-14М   | 61788          | Якутское                 | 0/9    | Вынужденная посадка на отмели после отказа двух двигателей | [ 24 ]       |
| 19 июля 1989 года     | Чукотка, близ острова Шалаурова                           | Ан-26    | 26685          | Якутское                 | 10/10  | Столкновение с сопкой на берегу при полёте над Восточно-Сибирским морем | [ 25 ]       |
| 21 июля 1989 года     | Кугеси                                                    | Ан-2     | 31496          | Приволжское              | 2/2    | Столкновение с ЛЭП при полёте на малой высоте | [ 26 ]       |
| 21 июля 1989 года     | Таймырский АО, близ Дудинки (69°07′ с. ш. 84°04′ в. д.)   | Ми-6А    | 21069          | Красноярское             | 2/5    | Упал на землю из-за отказа основной гидросистемы рулевого привода поперечного управления | [ 27 ]       |
| 26 июля 1989 года     | Большая Чура, близ Сочи (43°47′40″ с. ш. 40°06′00″ в. д.) | Ми-8     | 21069          | Северо-Кавказское        | 5/8    | Упал на горный склон из-за разрушения главного редуктора | [ 28 ]       |
| 1 августа 1989 года   | Балейский район                                           | Ан-2     | 62669          | Восточно-Сибирское       | 0/10   | Вынужденная посадка на лес из-за ошибок экипажа после повышения температуры масла в двигателе | [ 29 ]       |
| 14 августа 1989 года  | Нерюнгри                                                  | Як-40    | 88252          | Якутское                 | 0/?    | При посадке с боковым ветром выкатился на боковую полосу безопасности с разрушением шасси и повреждением консоли крыла | [ 30 ]       |
| 28 августа 1989 года  | Лабинск                                                   | L-410UVP | 67104          | Северо-Кавказское        | 0/?    | Вынужденная посадка вне аэродрома. Подробности неизвестны. | [ 31 ]       |
| 2 сентября 1989 года  | Манас, Фрунзе                                             | Як-40    | 87509          | Киргизское               | 0/43   | Посадка «на брюхо» из-за отказа гидросистем выпуска шасси | [ 32 ]       |
| 15 сентября 1989 года | Джалал-Абад                                               | Як-40    | 87391          | Киргизское               | 0/30   | Выкатывание за пределы ВПП при посадке из-за ошибок экипажа | [ 33 ]       |
| 22 сентября 1989 года | Зафарабадский район                                       | Ан-2     | 33508          | Казахское                | 2/2    | Потеря высоты из-за остановки двигателя и столкновение со столбом ЛЭП | [ 34 ]       |
| 27 сентября 1989 года | Ловозеро                                                  | Ми-2     | 20898          | Ленинградское            | 0/?    | Упал после взлёта из-за потери управления | [ 35 ]       |
| 28 сентября 1989 года | Катангский район                                          | Ми-8     | 22783          | Восточно-Сибирское       | 3/3    | Отрыв рулевого винта из-за попадания в него строповочного троса в связи с превышением установленной скорости полёта | [ 36 ]       |
| 2 октября 1989 года   | Яр-Сале                                                   | Ан-2     | 33078          | Тюменское                | 0/?    | Вынужденная посадка в тундре после остановки двигателя | [ 37 ]       |
| 4 октября 1989 года   | Степногорск                                               | Ан-24РВ  | 46525          | Казахское                | 0/52   | Выкатывание за пределы ВПП при посадке из-за ошибок экипажа | [ 38 ]       |
| 5 октября 1989 года   | Вазей-51                                                  | Ми-6А    | 21027          | Коми                     | 0/5    | Выкатывание за пределы ВПП при посадке из-за ошибок экипажа | [ 39 ]       |
| 11 октября 1989 года  | Туфаново                                                  | Ми-2     | 20725          | Ленинградское            | 2/3    | Вынужденная посадка на лес после отказа двигателей из-за обледенения | [ 40 ]       |
| 11 октября 1989 года  | Грязовецкий район                                         | Ми-2     | 20976          | Ленинградское            | 0/?    | Вынужденная посадка после отказа двигателей из-за обледенения | [ 40 ]       |
| 11 октября 1989 года  | Грязовецкий район                                         | Ми-2     | 23345          | Ленинградское            | 0/?    | Вынужденная посадка после отказа двигателей из-за обледенения | [ 40 ]       |
| 19 октября 1989 года  | ЯНАО, близ Тарко-Сале                                     | Ми-6     | 21886          | Центральных районов      | 5/7    | При транспортировке домика сорвало несколько кровельных листов, ударившихся о хвостовой винт; отделение хвостового винта при заходе на осадку. | [ 41 ]       |
| 20 октября 1989 года  | Ленинакан                                                 | Ил-76ТД  | 76466          | Ульяновский Центр ГА СЭВ | 15/15  | Столкновение с горой при заходе на посадку из-за неверной установки высотомеров (подробнее…) | [ 42 ]       |
| 6 ноября 1989 года    | Амгуэма (67°03′ с. ш. 178°10′ в. д.)                      | Ми-8Т    | 25322          | Магаданское              | 1/15   | Столкновение с горой в условиях белой мглы из-за спрямления маршрута | [ 43 ]       |
| 21 ноября 1989 года   | Советский                                                 | Ан-24Б   | 46335          | Уральское                | 32/37  | Столкновение с деревьями при заходе на посадку (подробнее…) | [ 44 ]       |
| 24 ноября 1989 года   | Джамбул                                                   | Ан-2     | 44953          | Казахское                | 1/12   | Сваливание после взлёта из-за обледенения | [ 45 ]       |
| 21 декабря 1989 года  | Быково, Москва                                            | Як-42Д   | 42542          | Центральных районов      | 0/?    | Попытка захвата самолёта одним преступником (Лисной П. К., 1930 г.р.) во время рейса «Днепропетровск—Москва». После посадки в Москве угонщик был задержан. | [ 5 ]        |
| 26 декабря 1989 года  | Надым                                                     | Ми-8Т    | 25337          | Тюменское                | 1/12   | Столкновение с землёй при заходе на посадку | [ 46 ]       |
| 30 декабря 1989 года  | Чайкенд                                                   | Ми-8Т    | 22815          | Армянское                | 12+0/3 | После высадки пассажиров и подхода новых, вертолёт неожиданно опрокинулся на площадке, убив лопастями работающего несущего винта 8 пассажиров и 4 встречающих | [ 47 ]       |